# Linkbait
Linkbait beschreibt einen Bereich der Suchmaschinenoptimierung, bei dem es darum geht, die Anzahl der Rückverweise einer Webseite zu erhöhen. Linkbaiting ist Teil vom Linkaufbau.
Ein Linkbait ist eine Aktion, bei der Webseitenbetreiber einen Link von ihrer Seite auf die Webseite des Linkbait-Veranstalters setzen. Meistens ist das Setzen des Links mit einer Gegenleistung verbunden. Das Ziel eines Linkbaits ist es, möglichst viele zusätzliche Rückverweise zu erhalten, da diese von Suchmaschinen zur Ermittlung der Reihenfolge in der Ergebnisliste bei Suche in einer Suchmaschine (auch Ranking in Suchmaschinenoptimierung) von Webseiten herangezogen wurden. Zudem soll die Linkpopularität der Webseite erhöht werden.
Zu den häufig verwendeten Formen des Linkbaits zählen die Erstellung von Infografiken, d. h. der visuell ansprechenden Aufbereitung von Statistiken, sowie recherchierte und aufbereitete Artikel, bspw. in Form von Top-100-Listen.